# Vervangingsgemeenschap
In de vegetatiekunde bedoelt men met een vervangingsgemeenschap een plantengemeenschap die als gevolg van het (actuele) antropogene landgebruik of landschapsbeheer de plaats inneemt van de natuurlijke vegetatie en/of de potentieel natuurlijke vegetatie.
Wanneer de mens niets meer zou doen, zal de vervangingsgemeenschap via successie vanzelf overgaan in de natuurlijke vegetatie of in de potentieel natuurlijke vegetatie. In uitgesproken cultuurlandschappen, die intensief door antropogene aanpassingen zijn vormgegeven, kunnen vervangingsgemeenschappen door successie doorgaans alleen nog terugkeren naar de potentieel natuurlijke vegetatie, en niet de natuurlijke vegetatie.